# Campodorus longicornutus
Campodorus longicornutus är en stekelart som först beskrevs av Dalla Torre 1901.  Campodorus longicornutus ingår i släktet Campodorus och familjen brokparasitsteklar. Inga underarter finns listade.